# Clima templado
El clima templado o mesotérmico es un tipo de clima intermedio entre el clima cálido y el clima frío. Sin embargo, los límites y alcance del término clima templado dependen de los autores, pudiendo encontrarse las siguientes definiciones y especificaciones:
1. En sentido amplio, el clima templado se encuentra entre los climas tropicales y los climas polares, por lo que se ubican mayormente en la zona templada de la Tierra[1] entre las latitudes 23° y 66°; y por lo tanto incluye tanto a los climas mesotérmicos (C) como a los microtérmicos (continentales D)
2. Un clima templado puede definirse más específicamente como el que se sitúa entre los climas subtropicales y los climas subpolares, aproximadamente entre las latitudes 40° y 60°; por lo que incluye por un lado a los climas de temperatura moderada todo el año (Cb) como el clima oceánico y a los de mayor estacionalidad con verano cálido e invierno frío como sucede en los climas templados continentales (Da y Db).[2]
3. El llamado clima C del sistema de Köppen es llamado comúnmente clima templado.[3] Sin embargo, el mismo Köppen llamó a este clima mesotérmico en 1900 y luego templado lluvioso en 1918; tomando en cuenta que los climas secos templados se clasifican dentro del clima B. Así pues, el clima C o templado puede definirse como aquel de lluvias moderadas durante todo el año o parte del año con sequías esporádicas, veranos de suaves a cálidos e inviernos de frescos a fríos.[4]
4. Existen otras definiciones para clima templado o mesotérmico de acuerdo a diferentes autores, tal como postula por ejemplo la clasificación climática de Thornthwaite, de Holdridge, de Trewartha, de Alisov, de Flohn, de Troll y Paffen, etc.; así como la definición de un piso mesotérmico o tierra templada, descripción hecha por Humboldt y otros autores.

## Zonas templadas según latitud

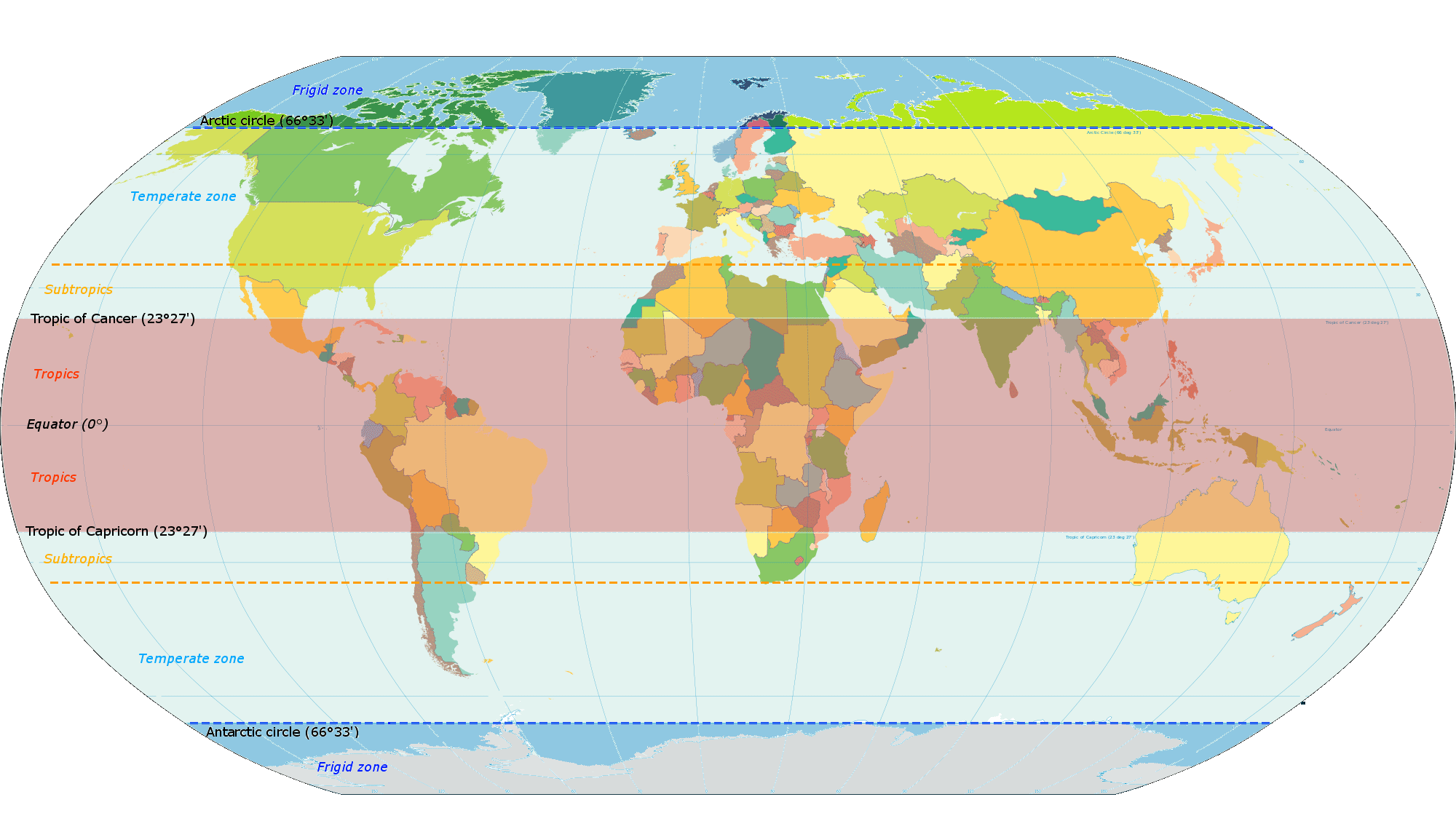
Zonas geográficas del mundo. Las dos zonas templadas en el sentido geográfico se definen por su latitud que está entre los trópicos (23 grados en ambos hemisferios) hasta los círculos polares (66 grados en ambos hemisferios).

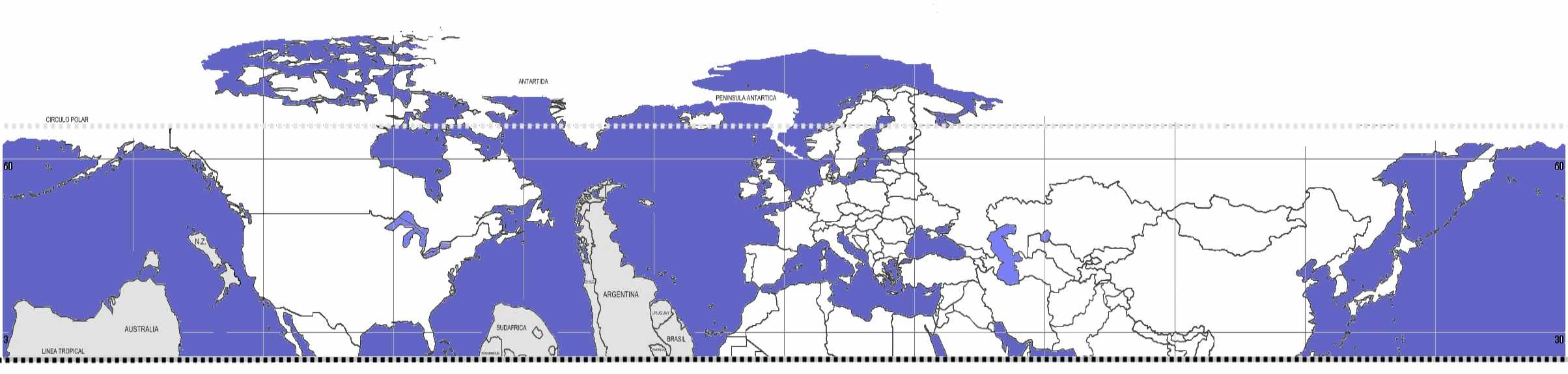
Mapa combinado de ambas zonas templadas del mundo, con las tierras emergidas templadas dispuestas según su orientación hacia los polos. De este modo, se pueden comparar las latitudes relativas de los climas templados. Las tierras del hemisferio sur están invertidas hacia arriba, respetando su orientación este-oeste.

## Clima templado según Köppen (C)
Se caracteriza por temperaturas medias anuales aproximadamente  entre 12 y 18 °C y precipitaciones medias entre 600 mm y 2000 mm anuales, aunque en determinados casos pueden tener desde 400 mm. Se subdivide en oceánicos (Cf), mediterráneos (Cs) y templados subhúmedos (Cw).
Una región que posee un clima templado tiene una temperatura que varía regularmente a lo largo del año, con una media superior de 10 °C, en los meses más cálidos, y entre 0 y 18 °C, en los meses fríos, aunque anteriormente se ha considerado hasta -3 °C. Poseen generalmente cuatro estaciones bien definidas: un verano relativamente caliente, un otoño con temperaturas gradualmente más bajas con el paso de los días, un invierno frío, y una primavera, con temperaturas gradualmente más altas. La humedad depende de la localización y de las condiciones geográficas de una región dada. Hay clima templado en la zona templada y un clima templado de montaña típico de la zona intertropical donde hay menor estacionalidad.
En las regiones de los océanos localizadas en zonas de climas templados, se dice que poseen aguas templadas.
La tercera letra indica el nivel, de temperaturas de verano , - a indica que la media del mes más cálido es superior a 22 °C; b indica que la media del mes más cálido es inferior a 22 °C, con por lo menos 5 meses con medias por encima de 10 °C; c indica que 4 o menos meses tienen temperaturas medias por encima de 10 °C.

## Tipos de climas templados
Los principales tipos de climas de la clase C se pueden mostrar mediante el siguiente esquema: 
| Climas mesotérmicos         | Climas mesotérmicos             | Climas mesotérmicos       | Climas mesotérmicos        | Climas mesotérmicos                                          | Climas mesotérmicos                                      | Climas mesotérmicos |
| --------------------------- | ------------------------------- | ------------------------- | -------------------------- | ------------------------------------------------------------ | -------------------------------------------------------- | ------------------- |
|                             | Dinámica de las precipitaciones |                           |                            |                                                              |                                                          |                     |
| Dinámica de la temperatura  | Cf Húmedo                       | Subhúmedo o húmedo-seco   | Subhúmedo o húmedo-seco    | B Seco                                                       | B Seco                                                   |                     |
| Dinámica de la temperatura  | Cf Húmedo                       | Cw de invierno seco       | Cs de verano seco          | BSk Semiárido                                                | BWk Árido                                                |                     |
| a Subtropical               | Cfa Subtropical húmedo          | Cwa Subtropical monzónico | Csa Mediterráneo típico    | BSkw Templado semiárido y BSks Mediterráneo continentalizado | BWkw Árido templado y BWks Mediterráneo continentalizado |                     |
| b Templado de tierras bajas | Cfb Oceánico típico             | (no aplica)               | Csb Mediterráneo oceánico  | BSkw Templado semiárido y BSks Mediterráneo continentalizado | BWkw Árido templado y BWks Mediterráneo continentalizado |                     |
| b Templado de Montaña       | Cfbi Húmedo de montaña          | Cwb Subhúmedo de montaña  | Csbi Ecuatorial de montaña | BSkw Templado semiárido y BSks Mediterráneo continentalizado | BWkw Árido templado y BWks Mediterráneo continentalizado |                     |
| c Subpolar o subalpino      | Cfc Oceánico subpolar           | Cwc Subhúmedo subalpino   | Csc Mediterráneo subalpino | BSkw Templado semiárido y BSks Mediterráneo continentalizado | BWkw Árido templado y BWks Mediterráneo continentalizado |                     |

### Cálculos para la determinación del tipo de clima
De acuerdo con el sistema de Köppen-Geiger modificado, se toma en cuenta los valores de temperatura y estacionalidad de acuerdo con las relaciones siguientes:
| C                             | Con verano cálido a | Con verano moderado b                      | Con verano frío/fresco c  |
| Tmayor > 10 y 18 > Tmenor > 0 | Tmayor > 22         | Tmayor < 22 y Tmayor > 10 (más de 4 meses) | Tmayor > 10 (1 a 4 meses) |

Así como la medida de la precipitación y su estacionalidad correspondiente:
| Con invierno seco w  | Con verano seco s                | Lluvias todo el año f |
| Pseco < Phúmedo / 10 | Pseco < Phúmedo / 3 y Pseco < 40 | no aplica s ni w      |

En estas tablas se representan los siguientes valores:
Tmayor = Temperatura media del mes más cálido o con la mayor temperatura en grados Celsius (°C).

Tmenor = Temperatura media del mes más frío (°C).

Pseco = Precipitación media del mes más seco, en milímetros (mm) y correspondiente al semestre más seco.

Phúmedo = Precipitación media del mes más lluvioso del semestre correspondiente.
Para la determinación de los climas templados secos como BSk y BWk, ver las fórmulas correspondientes aquí: Clave para la determinación de los climas secos.
La letra i indica que se trata de un clima isotérmico, lo que en climatología indica que hay poca oscilación términa anual, usualmente con una diferencia de menos de 5 °C entra la media del mes más cálido con la del mes más frío, característica que es frecuente en los climas de montaña situados en latitudes tropicales, los cuales son templados debido a la altitud y no a la latitud.
Poniendo en práctica la determinación de un tipo de clima de una localidad, se observa por ejemplo que la Ciudad de México presenta el mes más cálido con una media de 21 °C (Tmayor = 21), el mes menos frío 15 °C (Tmenor = 15), el mes más seco tiene 7 mm de lluvia (Pseco = 7) y el mes más húmedo 190 mm (Phúmedo = 190); lo que indica que la temperatura de esta ciudad encuadra dentro del clima Cb y por su lluvia que es principalmente invernal, corresponde la fórmula Pseco < Phúmedo / 10, es decir, 7 < 190/10, y por lo tanto califica como una ciudad de clima templado subhúmedo (Cwb).

### Climas templados húmedosCf
Son climas donde no hay estación seca definida y las precipitaciones suelen estar distribuidas a lo largo del año (aunque con un pequeño máximo por lo general invernal). Se presentan en las costas orientales u occidentales de los continentes en la zona templada, razón por la cual reciben humedad del océano.

#### Clima subtropical húmedo, chino o pampeanoCfa
Es un clima subtropical ubicado en latitudes medias, con veranos cálidos y húmedos e inviernos frescos y secos. El único clima templado con estación lluviosa también en verano. Las precipitaciones disminuyen a medida que se aleja de la costa.
Ejemplo:
- Milán, Italia.
- São Paulo, Brasil.
- Atlanta, Estados Unidos.
- Seúl, Corea del Sur.

#### Clima oceánico o atlánticoCfb y Cfc
Los climas templados marítimos se sitúan entre las latitudes de 45 ° y 55 °. Están normalmente, al lado de los climas mediterráneos. Sin embargo en Australia se encuentran al lado del subtropical húmedo, y a una latitud más baja. Estos climas son dominantes a lo largo del año. Los veranos son frescos y nublados. Los inviernos son suaves, al contrario de otros climas, a una latitud semejante. Sus precipitaciones constantes tienen su origen en el océano, lo cual disminuye la oscilación térmica.
Ejemplos:
- Londres, Reino Unido (precipitación uniforme a lo largo del año).
- Limoges, Francia (precipitación uniforme a lo largo del año).
- Langebaanweg, Sudáfrica (veranos más secos que los inviernos).
- Prince Rupert, Columbia Británica, Canadá (veranos más secos que los inviernos).
- Temuco, Araucanía, Chile (veranos más secos que los inviernos).
- Oviedo, España (precipitación uniforme a lo largo del año).

### Climas mediterráneosCs
Este clima se sitúa entre las latitudes de 35 ° y 45 °. El clima mediterráneo es el único clima templado donde la estación fría está asociada siempre a la estación de las lluvias. Los inviernos se caracterizan por temperaturas suaves, debido a las corrientes marítimas presentes. Es en invierno que conseguimos observar algún índice de precipitación, siendo que en los veranos la precipitación es casi nula. Los veranos son calientes y secos, debido a los centros barométricos de alta presión. Los inviernos son suaves y los veranos muy cálidos. Las precipitaciones son escasas o nulas en verano y se concentran en la primavera y el otoño. 

#### Mediterráneo típicoCsa
Se caracteriza por veranos secos y calurosos, con temperaturas medias por encima de los 22 °C e inviernos húmedos y lluviosos, con temperaturas suaves. Cuanto más frío es el mes, más lluvioso resulta. 
Es el que se da mayoritariamente en: 
- California
- Centro de Chile
- Suroeste de Sudáfrica
- La mayor parte de la costa mediterránea de Europa, norte de África y del Medio oriente.

#### Mediterráneo oceánicoCsb
Su ubicación se da entre los climas oceánico y mediterráneo típico. Solamente se da en las costas mediterráneas al ser el único mar que está al este de un océano, en la costa occidental de una masa continental. En dicha costa el clima es parecido pero la oscilación térmica, al no ser ya un mar cerrado sino el océano, es mucho menor, presentando las características térmicas del clima oceánico, pero las precipitaciones del clima mediterráneo al estar entre la zona lluviosa templada y los desiertos. Es por tanto un clima con veranos más suaves y secos e inviernos lluviosos. 
Se da en la mayor parte de:
- Portugal
- Galicia
- Oeste de Castilla y León
- Y en las zonas que se sitúan entre el clima oceánico y los climas áridos y desérticos como: la costa de California y Baja California, la costa central de Chile, las zonas de Perth y Adelaida en Australia y la franja costera sudafricana en torno a Ciudad del Cabo.

#### Mediterráneo secoBS/Csa
Se da como transición entre el clima mediterráneo y el desértico y se caracteriza por la aridez la mayor parte del año. Posee menos lluvias, que oscilan entre los 200 y 400 mm concentradas en las estaciones frías o en las equinocciales, presentando en cualquier caso un verano seco y muy caluroso.
Es propio de la mayor parte de las provincias de:
- Murcia
- Alicante
- Almería, es decir, el sureste peninsular español.
- Áreas de Portugal
- Grecia
- Marruecos
- Argelia
- Túnez
- Libia
- Siria
- Jordania
- Israel
- Australia
- Chile
- México
- California.

#### Mediterráneo continentalizadoBSk/Csa
Al alejarse de la costa adquiere elementos del clima continental, aunque sin llegar a serlo, con amplitudes térmicas pronunciadas tanto diarias como anuales. Se pueden dar desde inviernos suaves y veranos muy calurosos hasta inviernos fríos y veranos suaves, en este último caso con heladas y precipitaciones en forma de nieve.
Se da en:
- Interior de España
- Interior de Italia
- Interior del centro de Chile
- Chipre
- Interior de Turquía.
- Líbano e Israel
- Fuera de la cuenca mediterránea en Uzbekistán.

### Climas templados subhúmedos o monzónicosCw
Se encuentran en latitudes subtropicales o en zonas altas tropicales, donde las precipitaciones están sometidas a la influencia monzónica, es decir, tiene veranos húmedos e inviernos secos. En la mayoría de los casos se presenta como un clima de montaña o de altitud.

#### Subtropical monzónicoCwa
De marcada estacionalidad en cuanto a temperatura y precipitaciones, con verano cálido. Influenciado por los climas tropicales cercanos como el de sabana Aw.
Ejemplo:
- Antananarivo
- Katmandú
- Pretoria

#### Templado subhúmedo de montañaCwb
Puede ser clasificado directamente como Cwbi, explicado más abajo, ya que casi siempre se trata de un clima de altura de latitud subtropical de escasa amplitud térmica, aunque con algunas excepciones. Está relacionado con el subhúmedo bajo Cwa, del cual depende para la recepción de las lluvias de verano. 
Ejemplo:
- Johannesburgo
- Poços de Caldas
- Toluca (límite Cwbi)

#### Subalpino subhúmedoCwc
Se encuentra especialmente en pequeñas zonas del Altiplano andino en Perú y Bolivia, aproximadamente entre 3200 o 3700 y 4200 m s. n. m. Está limitado a un área reducida entre el clima templado Cwb y el alpino ETH.
Ejemplo:
- El Alto
- Potosí

## Tiempo templado
Generalmente es considerado templado o tibio en el ambiente (en la mayoría de los países templados) cuando las temperaturas rondan los 12 °C a 22 °C.
En los países tropicales generalmente la percepción de este ambiente coincide con el piso templado, es decir, temperaturas entre 17 °C y 23 °C.